# Melodifestivalen 2009
El Melodifestivalen 2009 fue la preselección sueca para el Festival de la Canción de Eurovisión 2009.

## Presentación de canciones
SVT fijó como plazo hasta el 23 de septiembre de 2008 para los cantantes interesados en enviar sus canciones, después de lo cual, un jurado seleccionó 28 de ellas para competir en el Melodifestivalen. Las 28 canciones y sus compositores se hicieron públicas a finales de octubre y principios de noviembre. Cuando la fecha límite para canciones terminó, un número récord de 3.440 canciones se habían presentado, seis más que en 2007.
Una serie de cambios en las reglas se aplicaron en Melodifestivalen 2009, especialmente en cuanto a las semifinales, con un nuevo sistema de televoto:
- En una 1º ronda, se votan las 8 canciones, y las 5 con mayor números de votos pasan a la 2º ronda.
- En la 2º ronda, se votan las 5 clasificadas, y las 4 más votadas pasan a la 3º ronda
- En la 3º ronda, la canción con más votos de la 2º ronda, se enfrenta a duelo directo con la 4º con más votos. Igualmente, la 2º con más votos se enfrenta en duelo directo a la 3º más votada. Las dos ganadoras de estos duelos directos se clasifican para la final y las dos derrotadas van directamente al Andra Chansen.

Otro de los cambios al formato fue la introducción de un jurado internacional integrado por 20 miembros, cuya misión era seleccionar una canción eliminada de cada semifinal para, de las 4 seleccionadas, repescar una directaemnte para la final. El jurado internacional también tenía el derecho de emitir su voto en la final como si se tratara de un jurado regional más. Esto también afectó a la puntuación otorgada por el televoto (Para mantener el sistema 50%-50% de la final)
El número máximo de participantes en el escenario se amplió hasta 8, dos más por encima del límite de la UER para Eurovisión. Los coros pregrabados también se permitieron.
Las cuatro rondas clasificatorias tuvieron lugar el 7, 14, 21 y 28 de febrero, la segunda oportunidad fue el 7 de marzo y la final el 14 de marzo. Melodifestivalen 2009 fue presentado por Petra Mede.

## Galas

### Gala 1(Göteborg)
| # | Artista            | Canción                     | Letra (l) / Música (m)                                                                                                 | Votos   | Votos   | Lugar | Resultados                             |
| # | Artista            | Canción                     | Letra (l) / Música (m)                                                                                                 | Round 1 | Round 2 | Lugar | Resultados                             |
| - | ------------------ | --------------------------- | --- | ------- | ------- | ----- | -------------------------------------- |
| 1 | Nina Söderquist    | "Tick Tock"                 | Johan Lyander (m & l), Matti Alfonzetti (m & l)                                                                        | 28 404  | 59 122  | 5     | Eliminada                              |
| 2 | Jonathan Fagerlund | "Welcome To My Life"        | Samuel Waermö (m & l), Didrik Thott (m & l)                                                                            | 20 847  | —       | 7     | Eliminada                              |
| 3 | Shirley Clamp      | "Med hjärtat fyllt av ljus" | Bobby Ljunggren (m), Henrik Wikström (m), Ingela "Pling" Forsman (l)                                                   | 11 542  | —       | 8     | Eliminada                              |
| 4 | Scotts             | "Jag tror på oss"           | Lars "Dille" Diedricson (m), Martin Hedström (m), Ingela "Pling" Forsman (l)                                           | 39 831  | 72 455  | 3     | Segunda Oportunidad                    |
| 5 | Emilia             | "You're My World"           | Emilia Rydberg (m & l), Fredrik "Figge" Boström (m & l)                                                                | 28 960  | 60 471  | 4     | Final                                  |
| 6 | Alcazar            | "Stay the Night"            | Anders Hansson (m & l), Mårten Sandén (m & l), Andreas Lundstedt (m & l), Therese Merkel (m & l), Lina Hedlund (m & l) | 40 913  | 77 368  | 2     | Final                                  |
| 7 | Caroline af Ugglas | "Snälla snälla"             | Caroline af Ugglas (l), Heinz Liljedahl (m)                                                                            | 32 839  | 84 451  | 1     | Segunda Oportunidad International Jury |
| 8 | Marie Serneholt    | "Disconnect Me"             | Peter Boström (m & l), Tony Nilsson (m & l)                                                                            | 23 599  | —       | 6     | Wildcard Eliminada                     |

|  | Duelos                               | Duelos                     |                            |  | Final | Final |
|  |                                      |                            |                            |  |       |       |
|  |                                      |                            |                            |  |       |       |
|  |                                      |                            |                            |  |       |       |
|  | Scotts - "Jag tror på oss"           | 63 208                     |                            |  |       |       |
|  | Scotts - "Jag tror på oss"           | 63 208                     |                            |  |       |       |
|  | Alcazar - "Stay the Night"           | 92 630                     |                            |  |       |       |
|  | Alcazar - "Stay the Night"           | 92 630                     | Alcazar - "Stay the Night" |  |       |       |
|  |                                      |                            |                            |  |       |       |
|  |                                      | Emilia - "You're My World" |                            |  |       |       |
|  | Emilia - "You're My World"           | 79 496                     |                            |  |       |       |
|  | Emilia - "You're My World"           | 79 496                     |                            |  |       |       |
|  | Caroline af Ugglas - "Snälla snälla" | 66 520                     |                            |  |       |       |
|  | Caroline af Ugglas - "Snälla snälla" | 66 520                     |                            |  |       |       |

### Gala 2(Skellefteå)
| # | Artista                | Canción                         | Letra (l) / Música (m)                                                                               | Votos   | Votos   | Lugar | Resultados                             |
| # | Artista                | Canción                         | Letra (l) / Música (m)                                                                               | Round 1 | Round 2 | Lugar | Resultados                             |
| - | ---------------------- | ------------------------------- | --- | ------- | ------- | ----- | -------------------------------------- |
| 1 | Lili & Susie           | "Show Me Heaven"                | Susie Päivärinta (m & l), Calle Kindbom (m & l), Thomas G:son (m & l), Pär Lönn (m), Nestor Geli (l) | 30 813  | 70 081  | 4     | Segunda Oportunidad                    |
| 2 | Lasse Lindh och Bandet | "Jag ska slåss i dina kvarter!" | Lasse Lindh (m & l)                                                                                  | 9 084   | —       | 8     | Eliminada                              |
| 3 | Jennifer Brown         | "Never Been Here Before"        | Jennifer Brown (m & l), Peter Kvint (m & l)                                                          | 9 645   | —       | 7     | Eliminada                              |
| 4 | H.E.A.T                | "1000 Miles"                    | Niklas Jarl (m & l), David Stenmarck (m & l)                                                         | 50 735  | 96 985  | 2     | Final                                  |
| 5 | Markoolio              | "Kärlekssång från mig"          | Patrik Henzel (m & l), Karl Eurén (m & l), Markoolio (m & l)                                         | 14 704  | —       | 6     | Wildcard Eliminada                     |
| 6 | Amy Diamond            | "It's My Life"                  | Alexander Bard (m & l), Bobby Ljunggren (m & l), Oscar Holter (m)                                    | 43 352  | 77 571  | 3     | Segunda Oportunidad International Jury |
| 7 | Cookies n Beans        | "What If"                       | Robin Abrahamsson (m & l), Amir Aly (m & l), Maciel Numhauser (m & l)                                | 33 490  | 64 613  | 5     | Eliminada                              |
| 8 | Måns Zelmerlöw         | "Hope & Glory"                  | Fredrik Kempe (m & l), Måns Zelmerlöw (l), Henrik Wikström (m)                                       | 74 821  | 129 621 | 1     | Final                                  |

|  | Duelos                          | Duelos                          |                        |  | Final | Final |
|  |                                 |                                 |                        |  |       |       |
|  |                                 |                                 |                        |  |       |       |
|  |                                 |                                 |                        |  |       |       |
|  | H.E.A.T - "1000 Miles"          | 89 631                          |                        |  |       |       |
|  | H.E.A.T - "1000 Miles"          | 89 631                          |                        |  |       |       |
|  | Amy Diamond - "It's My Life"    | 69 204                          |                        |  |       |       |
|  | Amy Diamond - "It's My Life"    | 69 204                          | H.E.A.T - "1000 Miles" |  |       |       |
|  |                                 |                                 |                        |  |       |       |
|  |                                 | Måns Zelmerlöw - "Hope & Glory" |                        |  |       |       |
|  | Måns Zelmerlöw - "Hope & Glory" | 107 523                         |                        |  |       |       |
|  | Måns Zelmerlöw - "Hope & Glory" | 107 523                         |                        |  |       |       |
|  | Lili & Susie - "Show Me Heaven" | 67 859                          |                        |  |       |       |
|  | Lili & Susie - "Show Me Heaven" | 67 859                          |                        |  |       |       |

### Gala 3(Leksand)
| # | Artista                              | Canción               | Letra (l) / Música (m)                                                                           | Votos   | Votos   | Lugar | Resultados          |
| # | Artista                              | Canción               | Letra (l) / Música (m)                                                                           | Round 1 | Round 2 | Lugar | Resultados          |
| - | ------------------------------------ | --------------------- | ------------------------------------------------------------------------------------------------ | ------- | ------- | ----- | ------------------- |
| 1 | Velvet                               | "The Queen"           | Tony Nilsson (m & l), Henrik Janson (m & l)                                                      | 15 985  | —       | 6     | Eliminada           |
| 2 | Rigo & The Topaz Sound feat. Red Fox | "I Got U"             | Rodrigo Pencheff (m & l), Tobias Karlsson (m)                                                    | 18 515  | 38 078  | 4     | Segunda Oportunidad |
| 3 | Molly Sandén                         | "Så vill stjärnorna"  | Bobby Ljunggren (m), Marcos Ubeda (m), Ingela "Pling" Forsman (l)                                | 29 523  | 55 713  | 3     | Final               |
| 4 | E.M.D.                               | "Baby Goodbye"        | Erik Segerstedt (m & l), Mattias Andréasson (m & l), Danny Saucedo (m & l), Oscar Görres (m & l) | 65 234  | 127 990 | 1     | Wildcard Final      |
| 5 | Mikael Rickfors                      | "Du vinner över mig!" | Thomas G:son (m & l)                                                                             | 17 785  | 36 284  | 5     | Eliminada           |
| 6 | Maja Gullstrand                      | "Här för mig själv"   | Thomas G:son (m & l), Marcos Ubeda (m & l)                                                       | 10 568  | —       | 8     | Eliminada           |
| 7 | Sofia                                | "Alla"                | Dimitri Stassos (m), Henrik Wikström (m), Irini Michas (m), Nina Karolidou (l)                   | 14 782  | —       | 7     | International Jury  |
| 8 | BWO                                  | "You're Not Alone"    | Fredrik Kempe (m & l), Alexander Bard (m & l), Anders Hansson (m & l)                            | 41 082  | 80 414  | 2     | Segunda Oportunidad |

|  | Duelos                                             | Duelos                              |                         |  | Final | Final |
|  |                                                    |                                     |                         |  |       |       |
|  |                                                    |                                     |                         |  |       |       |
|  |                                                    |                                     |                         |  |       |       |
|  | Rigo & The Topaz Sound feat. Red Fox - "I Got You" | 39 124                              |                         |  |       |       |
|  | Rigo & The Topaz Sound feat. Red Fox - "I Got You" | 39 124                              |                         |  |       |       |
|  | E.M.D. - "Baby Goodbye"                            | 116 034                             |                         |  |       |       |
|  | E.M.D. - "Baby Goodbye"                            | 116 034                             | E.M.D. - "Baby Goodbye" |  |       |       |
|  |                                                    |                                     |                         |  |       |       |
|  |                                                    | Molly Sandén - "Så vill stjärnorna" |                         |  |       |       |
|  | BWO - "You're Not Alone"                           | 66 108                              |                         |  |       |       |
|  | BWO - "You're Not Alone"                           | 66 108                              |                         |  |       |       |
|  | Molly Sandén - "Så vill stjärnorna"                | 85 886                              |                         |  |       |       |
|  | Molly Sandén - "Så vill stjärnorna"                | 85 886                              |                         |  |       |       |

### Gala 4(Malmö)
| # | Artista                              | Canción                          | Letra (l) / Música (m)                                               | Votos   | Votos   | Lugar | Resultados                             |
| # | Artista                              | Canción                          | Letra (l) / Música (m)                                               | Round 1 | Round 2 | Lugar | Resultados                             |
| - | ------------------------------------ | -------------------------------- | -------------------------------------------------------------------- | ------- | ------- | ----- | -------------------------------------- |
| 1 | Agnes                                | "Love Love Love"                 | Anders Hansson (m & l)                                               | 27 501  | 61 082  | 2     | Final                                  |
| 2 | Star Pilots                          | "Higher"                         | Johan Fjellström (m), Joakim Udd (m), Johan Becker (m & l)           | 28 311  | 58 751  | 3     | Segunda Oportunidad                    |
| 3 | Susanne Alfvengren                   | "Du är älskad där du går"        | Bobby Ljunggren (m), Henrik Wikström (m), Ingela "Pling" Forsman (l) | 7 530   | —       | 8     | Eliminada                              |
| 4 | Anna Sahlene & Maria Haukaas Storeng | "Killing Me Tenderly"            | Amir Aly (m & l), Henrik Wikström (m & l), Tobbe Petterssen (m & l)  | 17 240  | —       | 7     | Eliminada                              |
| 5 | Thorleifs                            | "Sweet Kissin' In The Moonlight" | Lina Eriksson (m & l), Mårten Eriksson (m & l)                       | 23 830  | 48 525  | 5     | Eliminada                              |
| 6 | Sarah Dawn Finer                     | "Moving On"                      | Sarah Dawn Finer (m & l), Fredrik Kempe (m & l)                      | 27 394  | 57 776  | 4     | Segunda Oportunidad International Jury |
| 7 | Next 3                               | "Esta noche"                     | Michael Xavier Barraza (m & l), Jimmy Almgren (l), Adam Soliman (l)  | 21 737  | —       | 6     | Eliminada                              |
| 8 | Malena Ernman                        | "La voix"                        | Fredrik Kempe (m & l), Malena Ernman (l)                             | 48 415  | 102 708 | 1     | Wildcard Final                         |

|  | Duelos                         | Duelos                    |                          |  | Final | Final |
|  |                                |                           |                          |  |       |       |
|  |                                |                           |                          |  |       |       |
|  |                                |                           |                          |  |       |       |
|  | Star Pilots - "Higher"         | 54 785                    |                          |  |       |       |
|  | Star Pilots - "Higher"         | 54 785                    |                          |  |       |       |
|  | Agnes - "Love Love Love"       | 66 740                    |                          |  |       |       |
|  | Agnes - "Love Love Love"       | 66 740                    | Agnes - "Love Love Love" |  |       |       |
|  |                                |                           |                          |  |       |       |
|  |                                | Malena Ernman - "La voix" |                          |  |       |       |
|  | Sarah Dawn Finer - "Moving On" | 48 526                    |                          |  |       |       |
|  | Sarah Dawn Finer - "Moving On" | 48 526                    |                          |  |       |       |
|  | Malena Ernman - "La voix"      | 88 870                    |                          |  |       |       |
|  | Malena Ernman - "La voix"      | 88 870                    |                          |  |       |       |

## Andra Chansen
|  | Round 1                                          | Round 1                               |                                |         | Round 2 | Round 2 |  |  | Qualified |  |
|  |                                                  |                                       |                                |         |         |         |  |  |           |  |
|  |                                                  |                                       |                                |         |         |         |  |  |           |  |
|  |                                                  |                                       |                                |         |         |         |  |  |           |  |
|  | Scotts - "Jag tror på oss"                       | 47 593                                |                                |         |         |         |  |  |           |  |
|  | Scotts - "Jag tror på oss"                       | 47 593                                |                                |         |         |         |  |  |           |  |
|  | Sarah Dawn Finer - "Moving On"                   | 88 739                                |                                |         |         |         |  |  |           |  |
|  | Sarah Dawn Finer - "Moving On"                   | 88 739                                | Sarah Dawn Finer - "Moving On" | 98 984  |         |         |  |  |           |  |
|  |                                                  |                                       | Sarah Dawn Finer - "Moving On" | 98 984  |         |         |  |  |           |  |
|  |                                                  | Lili & Susie - "Show Me Heaven"       | 65 217                         |         |         |         |  |  |           |  |
|  | Lili & Susie - "Show Me Heaven"                  | Lili & Susie - "Show Me Heaven"       | 65 217                         | 65 405  |         |         |  |  |           |  |
|  | Lili & Susie - "Show Me Heaven"                  |                                       |                                | 65 405  |         |         |  |  |           |  |
|  | BWO - "You're Not Alone"                         | 54 283                                |                                |         |         |         |  |  |           |  |
|  | BWO - "You're Not Alone"                         | 54 283                                | Sarah Dawn Finer - "Moving On" |         |         |         |  |  |           |  |
|  |                                                  |                                       |                                |         |         |         |  |  |           |  |
|  |                                                  | Caroline af Ugglas - "Snälla, snälla" |                                |         |         |         |  |  |           |  |
|  | Amy Diamond - "It's My Life"                     | 65 493                                |                                |         |         |         |  |  |           |  |
|  | Amy Diamond - "It's My Life"                     | 65 493                                |                                |         |         |         |  |  |           |  |
|  | Star Pilots - "Higher"                           | 84 671                                |                                |         |         |         |  |  |           |  |
|  | Star Pilots - "Higher"                           | 84 671                                | Star Pilots - "Higher"         | 107 425 |         |         |  |  |           |  |
|  |                                                  |                                       | Star Pilots - "Higher"         | 107 425 |         |         |  |  |           |  |
|  |                                                  | Caroline af Ugglas - "Snälla, snälla" | 111 009                        |         |         |         |  |  |           |  |
|  | Rigo & The Topaz Sound feat. Red Fox - "I Got U" | Caroline af Ugglas - "Snälla, snälla" | 111 009                        | 49 543  |         |         |  |  |           |  |
|  | Rigo & The Topaz Sound feat. Red Fox - "I Got U" |                                       |                                | 49 543  |         |         |  |  |           |  |
|  | Caroline af Ugglas - "Snälla, snälla"            | 100 860                               |                                |         |         |         |  |  |           |  |
|  | Caroline af Ugglas - "Snälla, snälla"            | 100 860                               |                                |         |         |         |  |  |           |  |

En esta misma gala, Alla, de Sofia Berntson, fue elegida por el jurado internacional.

## Final
| #  | Artista            | Canción              | Letra (l) / Música (m)                                                                                                 | Votos  | Votos          | Total | Lugar |
| #  | Artista            | Canción              | Letra (l) / Música (m)                                                                                                 | Jurado | Teléfono y SMS | Total | Lugar |
| -- | ------------------ | -------------------- | --- | ------ | -------------- | ----- | ----- |
| 01 | Måns Zelmerlöw     | "Hope & Glory"       | Fredrik Kempe (m & l), Måns Zelmerlöw (l), Henrik Wikström (m)                                                         | 96     | 48             | 144   | 4     |
| 02 | Caroline af Ugglas | "Snälla snälla"      | Caroline af Ugglas (l), Heinz Liljedahl (m)                                                                            | 51     | 120            | 171   | 2     |
| 03 | Agnes              | "Love love love"     | Anders Hansson (m & l)                                                                                                 | 40     | —              | 40    | 8     |
| 04 | H.E.A.T.           | "1000 Miles"         | Niklas Jarl (m & l), David Stenmarck (m & l)                                                                           | 58     | 24             | 82    | 7     |
| 05 | Emilia             | "You're My World"    | Emilia Rydberg (m & l), Fredrik "Figge" Boström (m & l)                                                                | 28     | —              | 28    | 9     |
| 06 | Alcazar            | "Stay the night"     | Anders Hansson (m & l), Mårten Sandén (m & l), Andreas Lundstedt (m & l), Therese Merkel (m & l), Lina Hedlund (m & l) | 67     | 72             | 139   | 5     |
| 07 | Sarah Dawn Finer   | "Moving On"          | Sarah Dawn Finer (m & l), Fredrik Kempe (m & l)                                                                        | 75     | 12             | 87    | 6     |
| 08 | E.M.D.             | "Baby goodbye"       | Erik Segerstedt (m & l), Mattias Andréasson (m & l), Danny Saucedo (m & l), Oscar Görres (m & l)                       | 49     | 96             | 145   | 3     |
| 09 | Sofia              | "Alla"               | Dimitri Stassos (m), Henrik Wikström (m), Irini Michas (m), Nina Karolidou (l)                                         | 12     | —              | 12    | 10    |
| 10 | Molly Sandén       | "Så vill stjärnorna" | Bobby Ljunggren (m), Marcos Ubeda (m), Ingela "Pling" Forsman (l)                                                      | 2      | —              | 2     | 11    |
| 11 | Malena Ernman      | "La voix"            | Fredrik Kempe (m & l), Malena Ernman (l)                                                                               | 38     | 144            | 182   | 1     |

### Jurado
| Canción              | Jurado Internacional | Luleå | Umeå | Sundsvall | Falun | Karlstad | Örebro | Norrköping | Göteborg | Växjö | Malmö | Estocolmo | Total |
| -------------------- | -------------------- | ----- | ---- | --------- | ----- | -------- | ------ | ---------- | -------- | ----- | ----- | --------- | ----- |
| "Hope & Glory"       | 6                    | 10    | 12   | 6         | 10    | 2        | 4      | 2          | 12       | 10    | 10    | 12        | 96    |
| "Snälla snälla"      | 10                   | 12    | 8    | —         | 4     | —        | 2      | 6          | 4        | 6     | —     | 1         | 51    |
| "Love Love Love"     | —                    | 1     | 4    | 8         | 2     | 1        | —      | —          | —        | —     | 6     | 10        | 40    |
| "1000 Miles"         | —                    | 2     | 6    | 2         | 1     | 12       | —      | 4          | 1        | 8     | 12    | —         | 58    |
| "You're My World"    | 4                    | —     | —    | —         | 12    | —        | 8      | —          | —        | 4     | —     | 8         | 28    |
| "Stay the Night"     | —                    | 6     | 10   | 12        | —     | 10       | 1      | 10         | 8        | 1     | 1     | 6         | 67    |
| "Moving On"          | 12                   | 4     | 1    | 4         | 6     | 6        | 10     | 8          | 2        | 12    | 8     | 2         | 75    |
| "Baby Goodbye"       | —                    | —     | —    | 10        | 8     | 8        | 12     | 1          | 6        | —     | —     | 4         | 49    |
| "Alla"               | 8                    | —     | —    | —         | —     | —        | —      | —          | —        | —     | 4     | —         | 12    |
| "Så vill stjärnorna" | 2                    | —     | —    | —         | —     | —        | —      | —          | —        | —     | —     | —         | 2     |
| "La voix"            | 1                    | 8     | 2    | 1         | —     | 4        | 6      | 12         | —        | 2     | 2     | —         | 38    |

### Televoto
| Canción              | Jurado | Votos(%)        | Puntos | Total |
| -------------------- | ------ | --------------- | ------ | ----- |
| "Hope & Glory"       | 96     | 182.651 (10.4%) | 48     | 144   |
| "Snälla snälla"      | 51     | 318.952 (18.2%) | 120    | 171   |
| "Love Love Love"     | 40     | 49.819 (2.8%)   | —      | 40    |
| "1000 Miles"         | 58     | 178.283 (10.2%) | 24     | 82    |
| "You're My World"    | 28     | 48.844 (2.8%)   | —      | 28    |
| "Stay the Night"     | 67     | 199.014 (11.4%) | 72     | 139   |
| "Moving On"          | 75     | 146.300 (8.4%)  | 12     | 87    |
| "Baby Goodbye"       | 49     | 231.098 (13.2%) | 96     | 145   |
| "Alla"               | 12     | 19.885 (1.1%)   | —      | 12    |
| "Så vill stjärnorna" | 2      | 51.467 (2.9%)   | —      | 2     |
| "La voix"            | 38     | 322.657 (18.4%) | 144    | 182   |